# David Ely
Pour les articles homonymes, voir Ely (homonymie).
David Ely, nom de plume de David Eli Lilienthal né le 19 novembre 1927 à Chicago, dans l'Illinois, aux États-Unis, est un écrivain américain, auteur de roman policier et de science-fiction.

## Biographie
Il fait des études supérieures à l'université de Caroline du Nord à Chapel Hill de 1944 à 1945, à l'université Harvard de 1947 à 1949, puis au St Antony's College de 1954 à 1955.
Il aborde la littérature en 1961 par la publication de The Last Friday in Angust, une nouvelle de science-fiction. Après d'autres nouvelles de science-fiction, il signe en 1963 la nouvelle policière, The Sailing Club, pour laquelle il est lauréat du prix Edgar-Allan-Poe 1963 de la meilleure nouvelle. 
En 1964, il fait paraître son premier roman, Recherché pour meurtre (Trot: A Novel of Suspense), suivi la même année de Les Doubles (Seconds), roman qui mêle intrigue policière et récit de science-fiction. Cette œuvre est adaptée, grâce au scénario de Lewis John Carlino, pour le film américain L'Opération diabolique (Seconds), réalisé par John Frankenheimer en 1966, et mettant en vedette Rock Hudson.

## Œuvre

### Romans
- Trot: A Novel of Suspense (1964) Publié en français sous le titre Recherché pour meurtre, traduction Guy Ponce de Léon, Paris, Éditions Stock, 1965
- Seconds (1964) Publié en français sous le titre Les Doubles, traduction Guy Ponce de Léon, Paris, Éditions Stock, 1964
- The Tour (1967) Publié en français sous le titre Panique organisée, traduction Jacques Hall et Jacqueline Lagrange, Paris, Flammarion, 1968
- Poor Devils (1970)
- Walking Davis (1972)
- Mr. Nicholas (1974)
- A Journal of the Flood Year (1992)

### Recueils de nouvelles
- Time Out (1968)
- Always Home and Other Stories (1991)

### Nouvelles
- The Last Friday in August (1961)
- The Wizard of Light (1962)
- Countdown (1962) Publié en français sous le titre Une surprise pour l'astronaute, Paris, Éditions OPTA, Alfred Hitchcock magazine no 33, janvier 1964 ; réédition dans l'anthologie Histoires à claquer des dents, Paris, Pocket, coll. « Presses-Pocket » no 1822, 1982  (ISBN 2-266-06903-9) ; réédition dans le même magazine en 1995 avec le no 4438 ; réédition, Paris, Hachette Jeunesse, coll. « Bibliothèque verte », 4e série, no 401, 1996  (ISBN 2-012-09609-3)
- The Interview (1962)
- The Sailing Club (1962)
- The Alumni March (1962)
- A Question of Neighbourliness (1963)
- The Human Factor (1963)
- McDaniels' Flood (1963)
- The Captain's Boarhunt (1964) Publié en français sous le titre La Chasse au sanglier du capitaine, Paris, Éditions OPTA, Mystère magazine no 272, octobre 1970
- The Academy (1965)
- Dolly Madison in Peru (1965)
- Creatures of the Sea (1965)
- An Angel of Mercy (1965)
- The Assault on Mount Rushmore (1969)
- The Language Game (1970)
- The Carnival (1971)
- No Time to Lose (1972) Publié en français sous le titre Pas de temps à perdre, Paris, Éditions OPTA, Mystère magazine no 297, novembre 1972
- The Gourmet Hunt (1972)
- A Middle-Age Nude (1974)
- A Place to Avoid (1974)
- The Light in the Cottage (1974)
- Always Home (1975)
- Rockefeller's Daughter (1975)
- The Squirrel (1976)
- Last One Out (1976)
- Starling's Circle (1976)
- The Running Man (1976)
- The Weed Killer (1977)
- The Looting of the Tomb (1977)
- Counting Steps (1978)
- The Temporary Daughter (1978)
- The Rich Girl (1978)
- Going Backward (1978)
- The Marked Man (1979)
- Methuselah (1980)
- Dead Man (1993)
- The Drum (1997)

## Filmographie

### Adaptation

#### Au cinéma
- 1966 : L'Opération diabolique (Seconds), film américain réalisé par John Frankenheimer, avec Rock Hudson sur un scénario de Lewis John Carlino, adaptation du roman Seconds

### Scénario

#### À la télévision
- 1971 : The Academy, épisode de la série télévisée Night Gallery réalisé par Jeff Corey

## Prix et distinctions

### Prix
- Prix Edgar-Allan-Poe 1963 de la meilleure nouvelle pour The Sailing Club[1]

### Nominations
- Prix Edgar-Allan-Poe 1975 de la meilleure nouvelle pour The Light in the Cottage[1]
- Prix Edgar-Allan-Poe 1979 de la meilleure nouvelle pour Going Backward[1]